# Marcin Baran
Marcin Baran (ur. 16 listopada 1963 w Krakowie) – polski poeta, eseista, dziennikarz radiowy, krytyk literacki, laureat Wrocławskiej Nagrody Poetyckiej „Silesius”.

## Życiorys
Urodził się jako syn lekarzy: Erazma i Mirosławy z domu Kowalskiej. Ukończył studia polonistyczne na Uniwersytecie Jagiellońskim. W 1990 roku został redaktorem „brulionu”. Debiutował w 1990 roku tomem Pomieszanie. Opublikował wiele tomików wierszy, tom prozy poetyckiej Prozak liryczny, wraz z Marcinem Świetlickim i Marcinem Sendeckim zredagował antologię Długie pożegnanie. Tribute to Raymond Chandler. W 1997 roku był nominowany do literackiej nagrody Nike za tom Zabiegi miłosne'. W 2013 roku został nagrodzony Wrocławską Nagrodą Poetycką Silesius za tom wierszy Niemal całkowita utrata płynności. Jego wiersze były tłumaczone m.in. na język niemiecki, słoweński i czeski.
W latach 2000–2003 był związany z tygodnikiem „Przekrój”, później pracował w krakowskim Instytucie Książki, w TVP Kultura. Był I zastępca redaktora naczelnego i sekretarzem redakcji w Dzienniku Polskim, a także dyrektorem programowym Bruno Schulz Festiwal we Wrocławiu. Był regularnym uczestnikiem wydawanego w latach 2010–2015 pisma mówionego Gadający Pies. Mieszka w Krakowie.

## Nagrody
- Wrocławska Nagroda Poetycka „Silesius” za tom wierszy Niemal całkowita utrata płynności (2013)[3]
- Nagroda Literackiej Dyni w kategorii „Najgorsza Książka Roku” za tom wierszy Niemal całkowita utrata płynności (2013)[6]

## Dorobek literacki

### Książki poetyckie
- Pomieszanie Kraków: Oficyna Literacka, 1990
- Sosnowiec jest jak kobieta Kraków-Warszawa: bruLion, 1992
- Zabiegi miłosne Kraków: Baran i Suszczyński, 1996 (nominacja do nagrody Nike)
- Sprzeczne fragmenty Poznań: a5, 1996
- Tanero Kraków: Oficyna Literacka, 1998
- Prozak liryczny Kraków: WL, 1999
- Bóg raczy wiedzieć Kraków: Zebra, 2000
- Destylat Kraków: Wydawnictwo Zielona Sowa 2001 (wiersze wybrane)
- Gnijąca wisienka Kraków: a5, 2003
- Mistyka i zmysły Kraków: Austeria, 2008
- Mniej, więcej, wszystko Poznań: Wojewódzka Biblioteka Publiczna i Centrum Animacji Kultury w Poznaniu, 2011 (wiersze wybrane)
- Niemal całkowita utrata płynności Kraków: EMG, 2012
- Zebrane Kraków: EMG, 2013
- Darń Poznań: Wojewódzka Biblioteka Publiczna i Centrum Animacji Kultury w Poznaniu, 2024

### Antologie
- Długie pożegnanie. Tribute to Raymond Chandler Warszawa: Prószyński i S-ka, 1997
- Carnivorous Boy Carnivorous Bird Chicago: Zephyr Press, 2002